# 王骏 (明义侯)
王駿（？—16年），字君公，京兆長安人，西漢時代末期、新朝武将。

## 生平
居摄二年（7年）九月，東郡太守翟義起兵打倒王莽，王駿封明義侯、王莽任命为強弩将軍（「彊弩将軍」）。奮武将軍孫建、虎牙将軍王邑等六将軍討伐翟義。同年十二月，孫建和王邑在圉县（陳留郡）殲滅翟義軍。居摄三年（8年）正月王駿将軍之職解任。
王駿在西漢末期任出使匈奴的外交使節。西漢末与中郎将王昌担任使節团長，会见匈奴单于。王莽新朝建国後，始建国元年（9年），王駿为五威将，再任使節团長。代表新朝赐印璽、金品等给匈奴单于。王莽把漢朝的璽改成章，後来匈奴因此反叛新朝。
始建国二年（10年）十二月，王莽改匈奴单于称号为降奴服于。以立国将軍孫建等十二将軍率五路军討伐。王駿为奮武将軍十二人将軍之一，与定胡将軍王晏从張掖郡出擊。
天鳳三年（16年），討伐匈奴，王駿和西域都護李崇出擊西域。当時，西域諸国支援王駿軍，焉耆国诈降，暗中攻擊王駿。王駿连同莎車国、龟茲国兵7千人攻擊焉耆国。王駿指揮下的姑墨国、尉犁国、危須国之兵反逆，王駿敗北战死。